# Willy Braillard
Pour les articles homonymes, voir Braillard.
 (octobre 2015).
Si vous disposez d'ouvrages ou d'articles de référence ou si vous connaissez des sites web de qualité traitant du thème abordé ici, merci de compléter l'article en donnant les références utiles à sa vérifiabilité et en les liant à la section « Notes et références ».
Willy Braillard, né le 12 mai 1946 à Uccle, est un pilote automobile semi-professionnel belge

## Biographie
Entre 1967 et 1978 et remporte plusieurs titres lors de nombreuses compétitions automobiles internationales. Il s'est ensuite reconverti en créant sa propre entreprise dans le domaine du marketing direct. 
Depuis 2008 il organise le rallye "Stars Rallye Télévie "en Belgique au profit du FNRS pour la recherche contre le cancer et la leucémie. En quelques années, ce rallye est devenu l'un des plus importants rallye de Belgique (254 voitures en 2018 !) et rapporte le plus gros chèque de toutes les organisations annuelles (plus de 1000 !)

### Vie privée
Willy Braillard s'est marié en 1977 et a deux enfants, Alexia et Florence, et cinq petits enfants, Jack, Joséphine ,Lewis, Rosalie et Vadim. Il est aussi un grand amateur de vélo, de golf et participe toujours à des rallyes de voitures d'époque.

## Carrière automobile
| Année | Palmarès |
| ----- | --- |
| 1967  | Champion de Belgique Formule Vee 1300 nationale sur Apal |
| 1968  | Champion de Belgique des circuits en Formule Vee 1300 internationale sur Smithfield |
| 1969  | Première course en tourisme à l'occasion des 24 Heures de Francorchamps, il finit 4e au classement général avec René Moerenhout, sur Porsche 911. |
| 1970  | Champion d'Europe continentale Formule Vee 1300 sur Celi AC2. Première participation aux 24 Heures du Mans, plus jeune pilote en course. |
| 1971  | Pilote officiel Fuchs en formule Super-VW. Domine sur Porsche 911 la catégorie Grand Tourisme aux 24 heures du Mans. Remporte la côte de Nassogne sur Pygmée F2. |
| 1972  | Remporte les courses de côte de Alle, Spa et Bomerée sur Pygmée F2. Participe au championnat mondial Formule Super VW à Daytona. |
| 1973  | Premier aux 24 Heures de Nivelles en compagnie de Jean Xhenceval sur BMW-Luigi. Participe au GP de Nivelles F2 sur Surtees d'usine, 10e en 1re manche, 6e en 2e manche au moment de son abandon (au milieu de pilotes de F1 de l'époque (Emerson Fittipaldi, Ronnie Peterson, Jochen Mass et Jean-Pierre Jarier entre autres) |
| 1974  | Participation en Opel (usine) et Porsche |
| 1975  | 2e des Boucles de Spa avec Willy Lux sur porsche 911. Champion de Belgique Tourisme en 1 600 cm3 sur Toyota Celica. |
| 1976  | Participation en tourisme sur Toyota, BMW et Vauxhall (voitures d'usine). |
| 1977  | Participation au championnat de Belgique tourisme en plus de 1 600 cm3 sur Vauxhall Magnum et en moins de 1 600 cm3 sur Toyota Corolla. Aux 24 heures de Francorchamps, il remporte la coupe du Roi dans la team Vauxhall. |
| 1978  | 1er pilote du team Lotto-Luigi sur BMW 530i. Il remporte les 600 km de Francorchamps avec Jean Xhenceval, les coupes de Spa, (record du tour : 210 km/h de moyenne), et le GP de Zolder sur Porsche 934. |

En 1993 - 94 et 95 il reprend le collier (15 ans après) avec Jean Blaton (Beurlys) sur ses magnifiques prototypes (Ford GT 40 et Lola T 70 Spyder)et remporte avec également Pierre Dieudonné comme équipier les 24h du Paul Ricard,les 12h de Magny-Cours et les 6h de Francorchamps.
Il est aussi le recordman belge du tour le plus rapide sur le circuit de Nivelles en 1.16.23 sur Surtees-Fina TS15 F2 le 10 juin 1973.
Il participa aux 24 heures de Francorchamps une dizaine de fois et aux 24 Heures du Mans quatre fois.

## Carrière professionnelle
C'est en 1966 qu'il commence ses activités professionnelles. Il devient délégué commercial de la SA Fina en tant que responsable d'un réseau de vente de produits pétroliers. En 1973, il est, jusqu'en 1976, chargé du lancement du département de vente par correspondance des éditions Marabout/Laffont. En 1976 il devient directeur du département de vente par correspondance Benelux des éditions Le Livre de Paris - Hachette. Il quitte son poste en 1980 pour créer sa propre entreprise.
C'est donc en 1980 qu'il crée la société Willy Braillard, première société de courtage d'adresses et de management de fichiers en Belgique et il est le précurseur des bases de données comportementales. Aujourd'hui elle se définit plus comme un fournisseur de cibles par tout canaux direct.

## Associations professionnelles
En 1987, il est nommé Président de la Commission Banque de Données de Belgadress et en devient Président en 1990. L'année suivante, au Symposium de Montreux, il est nommé au Comité Directeur d'EDMA - European Direct Marketing Association- pour représenter la Belgique.
En 1989, il est élu Vice-Président EDMA et membre du Comité Exécutif jusqu'en février 1996. Il est nommé Président de la Commission Vie Privée au sein de l'Association des Entreprises de Vente à Distance dont il est également membre du Conseil d'Administration. C'est en 1994 que la fusion des six associations de Marketing Direct Belge permet de centraliser les décisions. Il est nommé Vice-Président de la nouvelle Association Belge du Marketing Direct et Président du secteur Data et Listbroking. Il est également membre du Conseil d'Administration du Conseil de la Publicité. 
Parallèlement il est Président des Anciens Toison d'Or et fut Président et initiateur des juges de fait-RACB, groupe d'anciens pilotes appelés à juger les faits litigieux en compétitions automobiles Belges.   